# Kostel Nanebevzetí Panny Marie (Krňovice)
Kostel Nanebevzetí Panny Marie je pozdně barokní, klasicistně upravovaná neorientovaná sakrální stavba v obci Krňovice v okrese Hradec Králové, stojící nedaleko od mostu přes řeku Orlici. Jednolodní bezvěžový kostel obklopený ohradní zdí hřbitova s bránou je od 25. března 2003 chráněn jako kulturní památka ČR. Národní památkový ústav tento kostel uvádí v katalogu památek pod rejstříkovým číslem ÚSKP 100193. Jedná se o filiální kostel farnosti Třebechovice pod Orebem královéhradeckého vikariátu.

## Historie
Kostel byl v Krňovicích zmiňován již v roce 1359 jako farní. Dne 10. února 1778, o půl desáté večer, vypukl požár v chalupě Josefa Krejcara, v němž shořely dvě chalupy, tři zahrady i původní dřevěný kostel. Oheň roztavil i dva kostelní zvony z roku 1490 a 1529. Podle farní kroniky nesly nápisy: "Leta boziho tisiciho cccc dewadesateho tento zwon slit ges ke czti a chwale Panu bohu a matce bozi" a "Leta panie M. D. XXIX slit gest tento zwon ode mne Diwisse". Dne 22. června 1781 posvětil třebechovický farář Antonín Franc základní kámen nového kostela. Novostavba byla dokončena již 30. října téhož roku, ale vysvěcení kostela proběhlo až 5. září 1783. Projekt stavby dodal opočenský vrchnostenský stavitel Jan Hejzlar a tesař J. Hrubý, stavbu provedl zednický mistr Václav Runkas z Hradce Králové. Tento kostel měl iluzivní hlavní oltář provedený Josefem Kramolínem. Po dalším požáru 8. srpna 1835, při němž kromě čtrnácti domů shořela i věž kostela, jeho střecha, rákosový strop, oltář a stolice, byl v letech 1836–1837 klasicistně opraven.

## Popis
Kostel je jednolodní bezvěžová stavba s obdélnou lodí a užším, segmentem zakončeným presbyteriem orientovaným k západu, k němuž po jižní straně přiléhá čtvercová sakristie. Je kryt valbovou střechou s bobrovkami, z níž na východní straně vyrůstá čtyřboký oplechovaný sanktusník se stanovou střechou. Fasáda je členěná soklem, zdvojenými lisénovými rámy a římsou. Východní vstupní průčelí je završeno štítem s nízkým trojúhelným tympanonem. Přízemí průčelí prolamuje portál s pískovcovým ostěním s ušima na čtvrtkruhově vykrojených rozích a vrcholovým hrotitým klenákem. Dvoukřídlé dveře jsou dřevěné. Nad vstupem je svislé oválné okno se štukovým rámcem, pravoúhlé okno je ve středním poli štítu. Loď a presbytář kostela jsou osvětleny obdélnými, segmentem uzavřenými okny se štukovými šambránami. Sakristie má hladkou fasádu členěnou pouze portálem s kamenným pravoúhlým ostěním a ležatým obdélným oknem s lištovým kamenným ostěním a vloženou kovanou mříží s trny.
Loď kostela o půdorysu 11,2 × 8,0 metrů je 6,8 metrů vysoká, zaklenutá českou plackou. Ve východní části má kruchtu, z níž je přístupý sanktusník, od kněžiště je oddělená půlkruhovým triumfálním obloukem, její stěny jsou členěny pilíři. Presbytář téměř čtvercového půdorysu 6,4 × 6,5 metru je rovněž sklenut plackou, podobně jako čtvercová sakristie. Hlavní oltář s obrazem Nanebevzetí Panny Marie je signován "Jos. Honek pincxit Naohradeke 1848", na menze jsou rokokové obrazy z doby kolem roku 1780 se svatým Antonínem Paduánským a Narozením Páně. Dva zvony v sanktusníku z roku 1836 byly zrekvírovány za druhé světové války. Nesly nápisy: "CA PANOWANI RVDOLFA COLLOREDO Z MANSFELD FARAŘE WACLAWA WIDEA 1836" a "K. W. PAVL 1836". Provedl je zvonař Vilím Pavel z Hradce Králové a jmenovaly se Rudolf a František. Stávající zvony jsou z první poloviny 20. století. Varhany na kruchtě z roku 1904 od varhanáře Josefa Kobrle z Lomnice nad Popelkou mají jeden manuál se třemi rejstříky a byly opravovány v roce 2005.

## Galerie

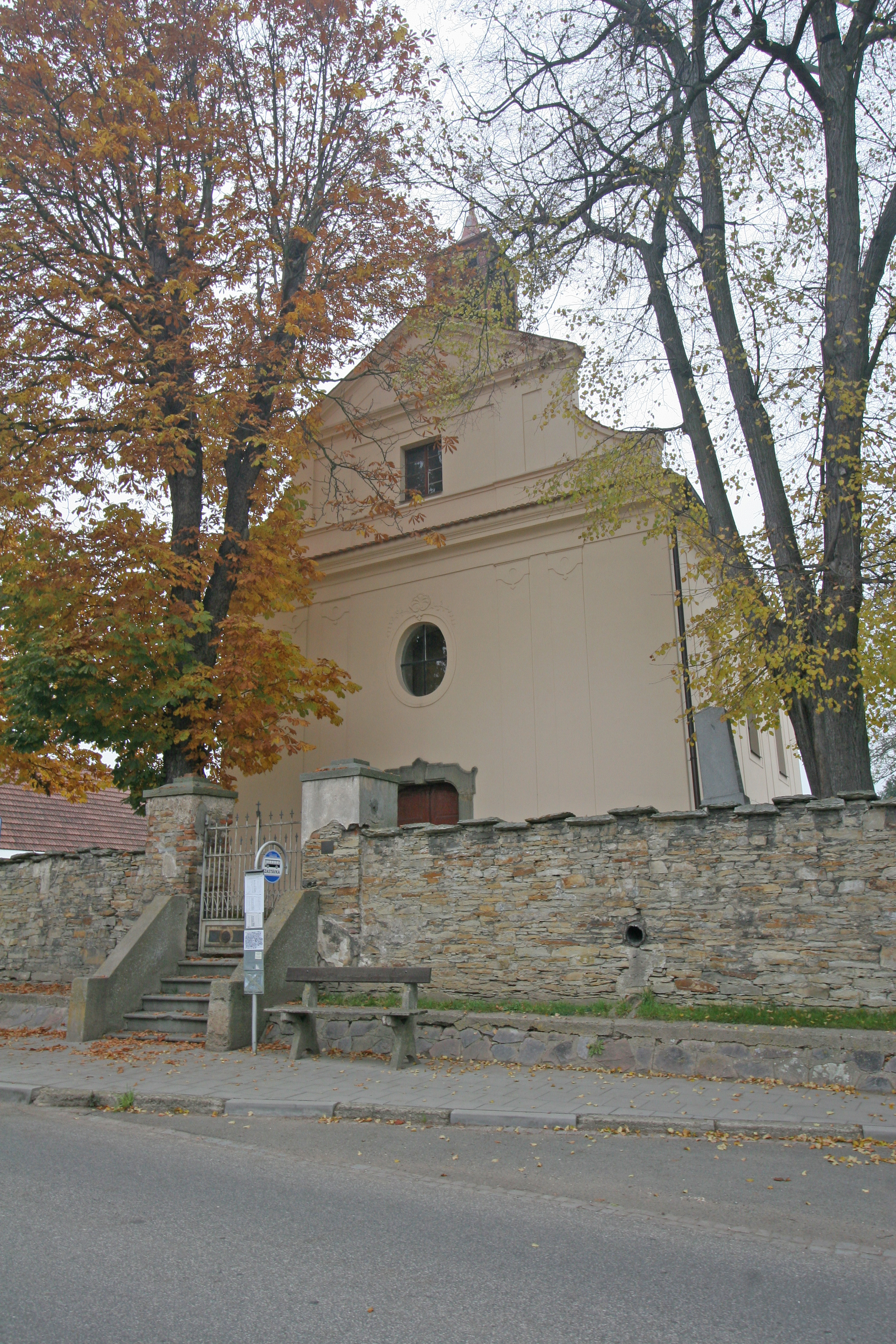
Kostel Nanebevzetí Panny Marie (Krňovice)
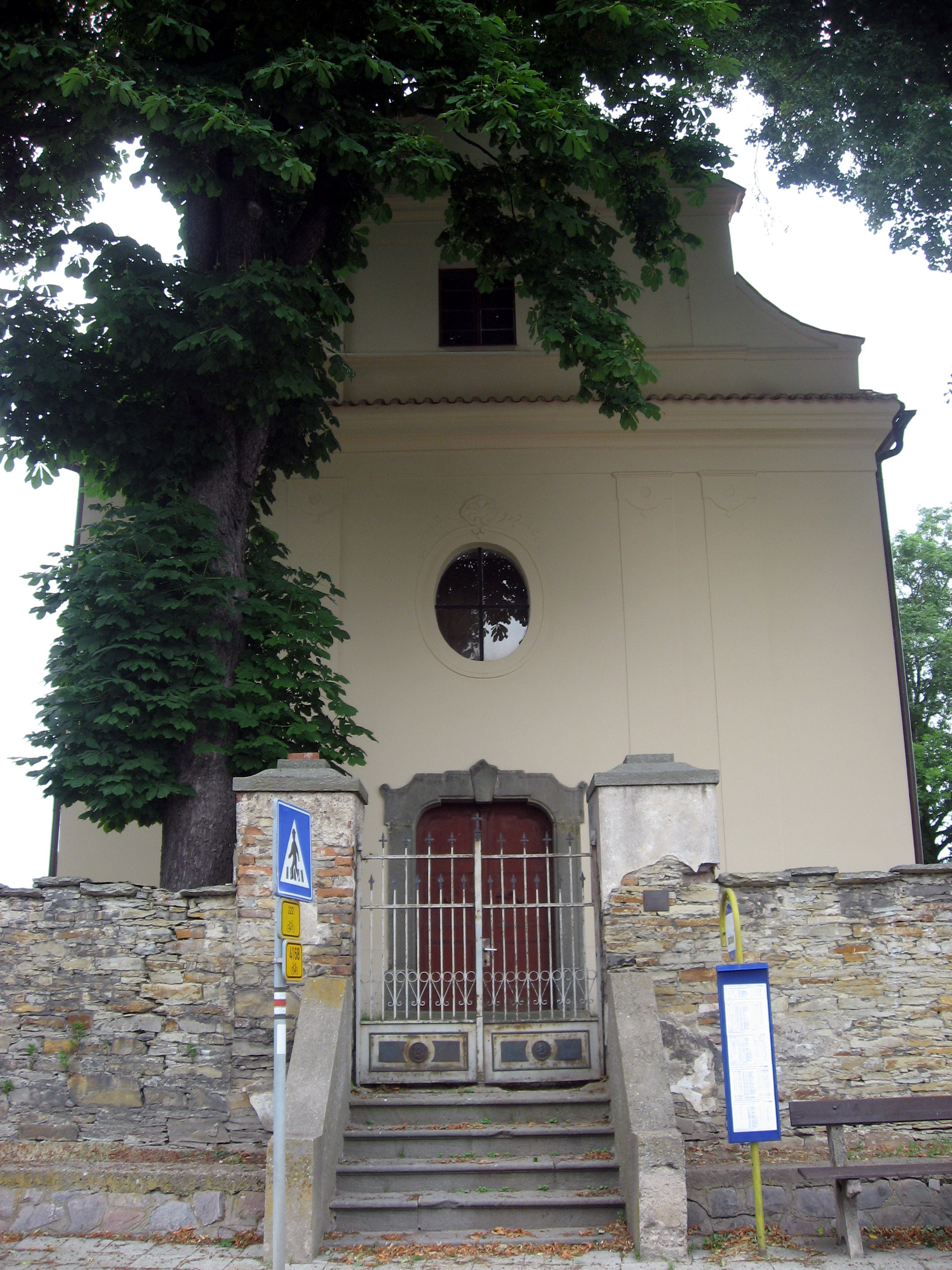
Kostel Nanebevzetí Panny Marie (Krňovice)
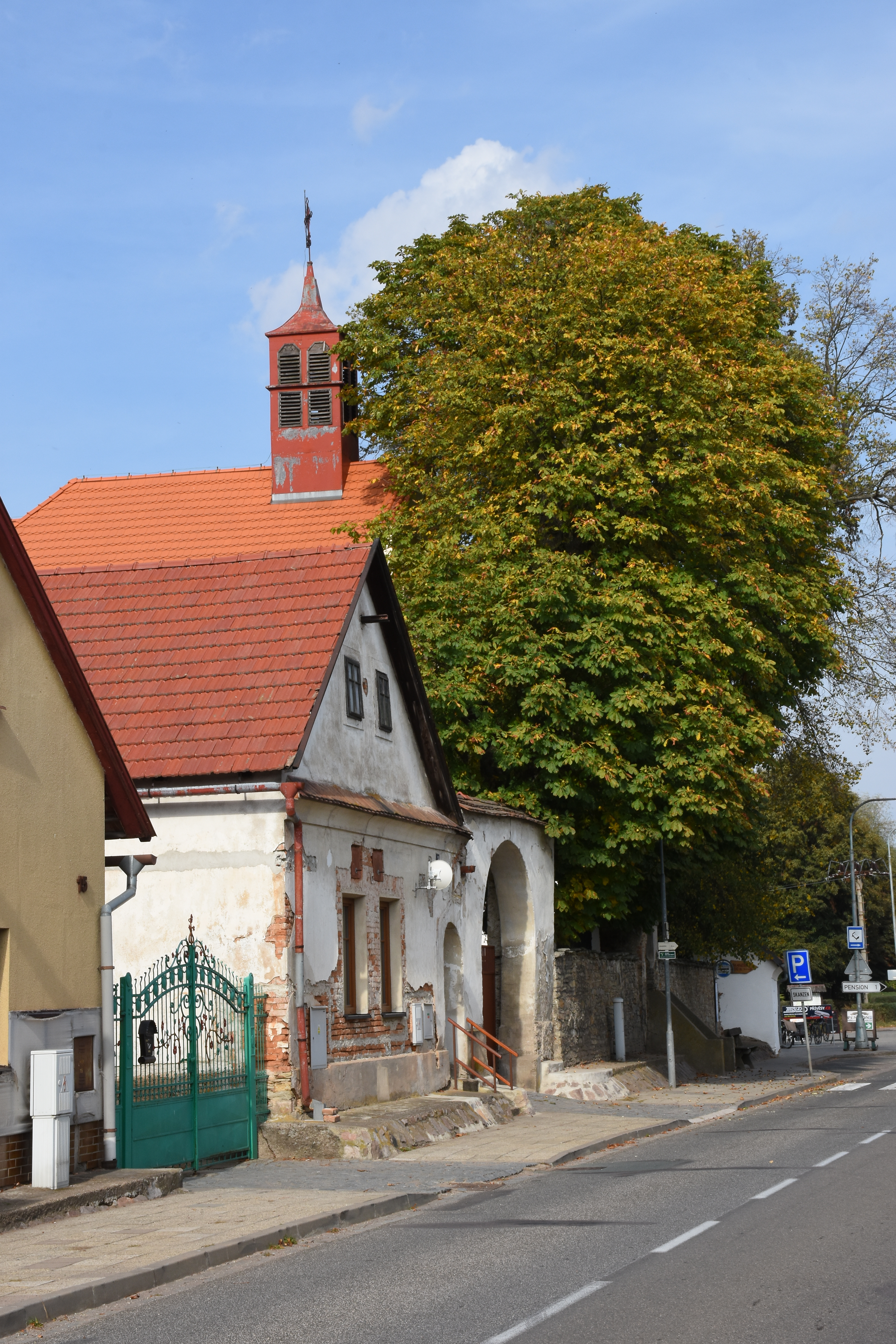
Kostel Nanebevzetí Panny Marie (Krňovice)